# Friederike (prénom)
Pour les articles homonymes, voir Friederike.
Friederike est un prénom féminin allemand.

## Prénom
- Pour l'ensemble des articles sur les personnes portant ce prénom, consulter :
  - la liste des articles dont le titre commence par ce prénom
  - les listes produites par Wikidata : Liste des personnes de prénom « Friederike » — même liste en incluant les éventuels prénoms composés qui contiennent « Friederike ».
- Friederike Becht (née en 1986), actrice allemande
- Friederike Brun (1765-1835), écrivaine et salonnière danoise
- Friederike Fless (née en 1964), archéologue allemande
- Caroline Friederike Friedrich (1749-1815), peintre allemande
- Nina-Friederike Gnädig (née en 1977), actrice allemande
- Friederike Grün (en) (1836-1917), soprano allemande
- Friederike Hauffe (1801-1829), personnalité allemande, voyante de Prevorst
- Friederike Heumann (née en 1965), violoniste baroque allemande
- Friederike Jehn (née en 1977), réalisatrice et scénariste allemande
- Friederike Kempter (née en 1979), actrice allemande
- Friederike Koderitsch (en) (1894-1978), escrimeuse olympique allemande
- Friederike Krüger (1789-1848), officière militaire prussienne
- Friederike Lienig (en) (1790-1855), entomologiste lettone
- Friederike Mayröcker (née en 1924), auteure autrichienne
- Friederike Moltmann, linguiste et philosophe allemande
- Friederike Nadig (1897-1970), femme politique allemande
- Friederike Caroline Neuber (1697-1760), directrice et actrice de théâtre allemande
- Friederike Riedesel (1746-1808), baronne et diariste allemande
- Friederike Roth (née en 1948), écrivaine et dramaturge allemande
- Friederike Thieme (née en 1987), joueur allemande de volley-ball
- Friederike Vohs (1776-1860), actrice et chanteuse d'opéra prussienne

## Référence
1. ↑  (en) « 10th Century Frisian Masculine Names », sur heraldry.sca.org (consulté le 28 décembre 2017)